# 알리오라무스
알리오라무스(Alioramus)는 중생대 백악기후기(약 7000만년 전), 오늘날의 몽골에서 서식한 육식공룡이다. 티라노사우루스과-수각류 일종의 공룡이다. 학명은 고대 그리스어로 '특별한 다리'라는 의미를 가지고 있다. 그래서 중국에서는 알리오라무스를 '分支龍'라고 부른다. 몸 전체 길이는 약 6m~6.7m이고, 높이는 2.5m~3m정도, 체중은 600kg~650kg로 추정된다. 두개골의 길이는 약 45cm이고 갸름한 편이다. 코 뼈는 서로 붙어 있고, 원래 코 뼈가 있어야 할 부분이 5개의 불규칙한 골질(骨質)의 마치 닭의 볏 모양의 돌기가 있다. 이러한 볏은 모두 1cm이상의 높이로 돋아 있다. 이것은 알리오라무스의 특징 중 하나이다. 다른 티라노사우루스과와 공룡들처럼 2족보행의 포식자였을 것으로 추정된다.

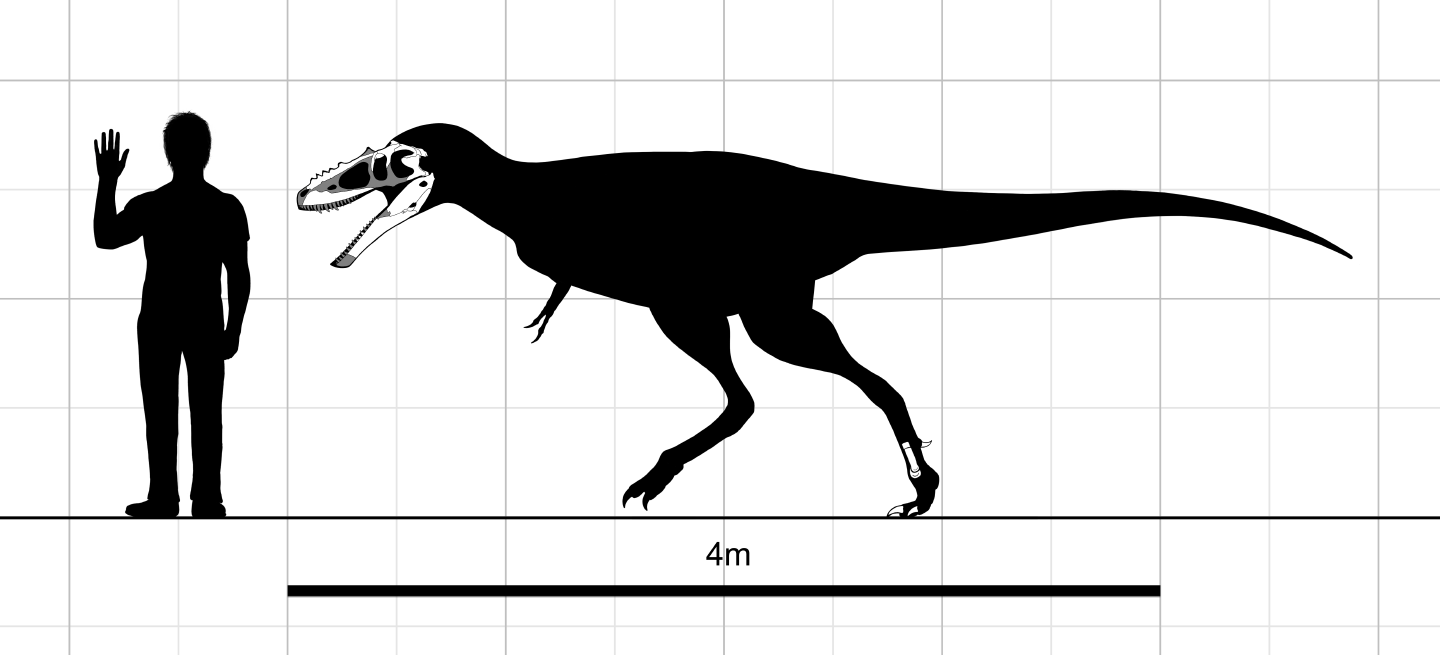
사람과 크기비교
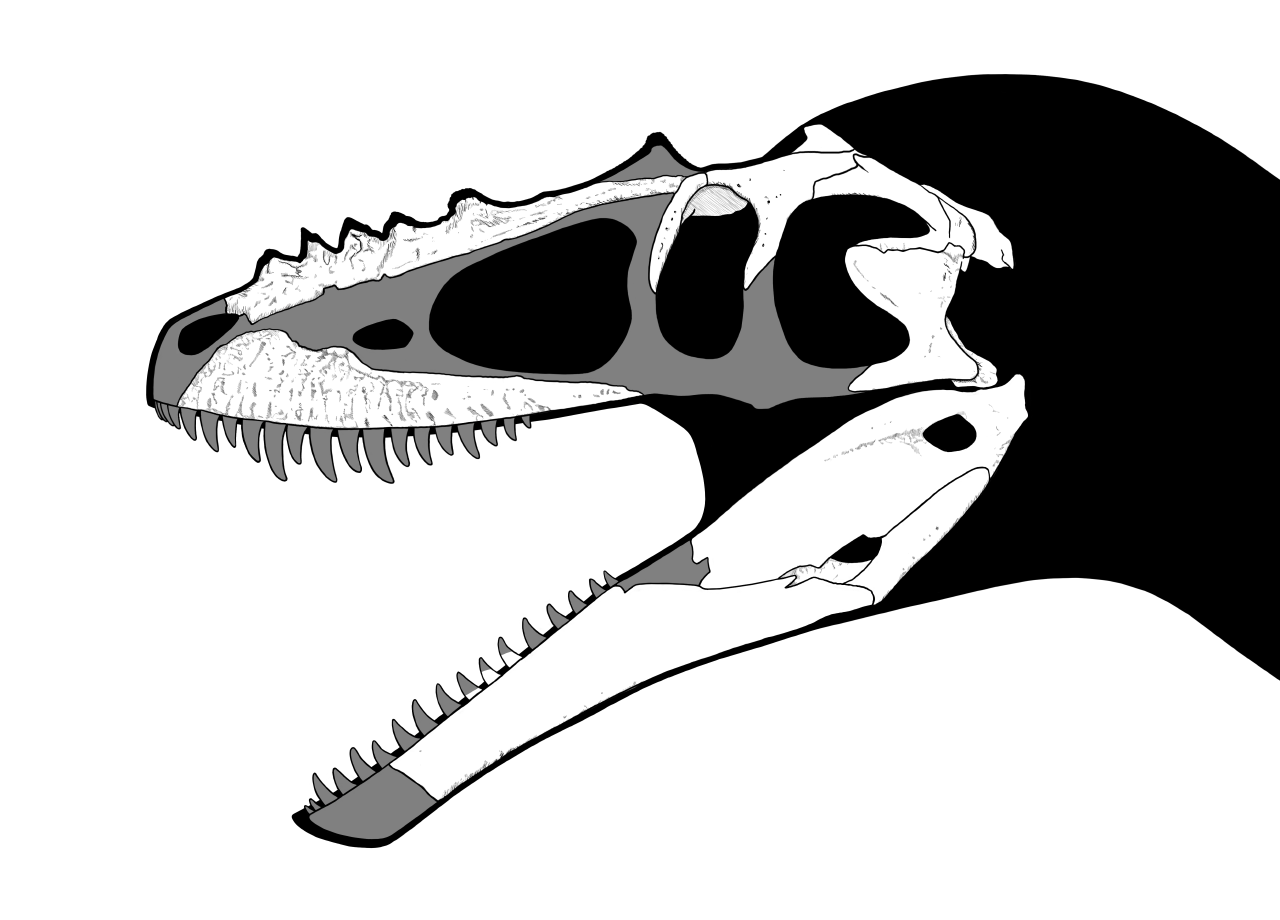
두개골